# Chlorospatha betancurii
Chlorospatha betancurii är en kallaväxtart som beskrevs av Thomas Bernard Croat och L.P.Hannon. Chlorospatha betancurii ingår i släktet Chlorospatha och familjen kallaväxter. Inga underarter finns listade.